# Jannavara, Arsikere
Jannavara là một làng thuộc tehsil Arsikere, huyện Hassan, bang Karnataka, Ấn Độ.